# إف. كورتيس كانفيلد
إف. كورتيس كانفيلد (بالإنجليزية: F. Curtis Canfield)‏ هو مخرج أمريكي، ولد في 29 يوليو 1903 في بريدجبورت في الولايات المتحدة، وتوفي في 8 يونيو 1986.